# Мейснер, Александр Фелицианович

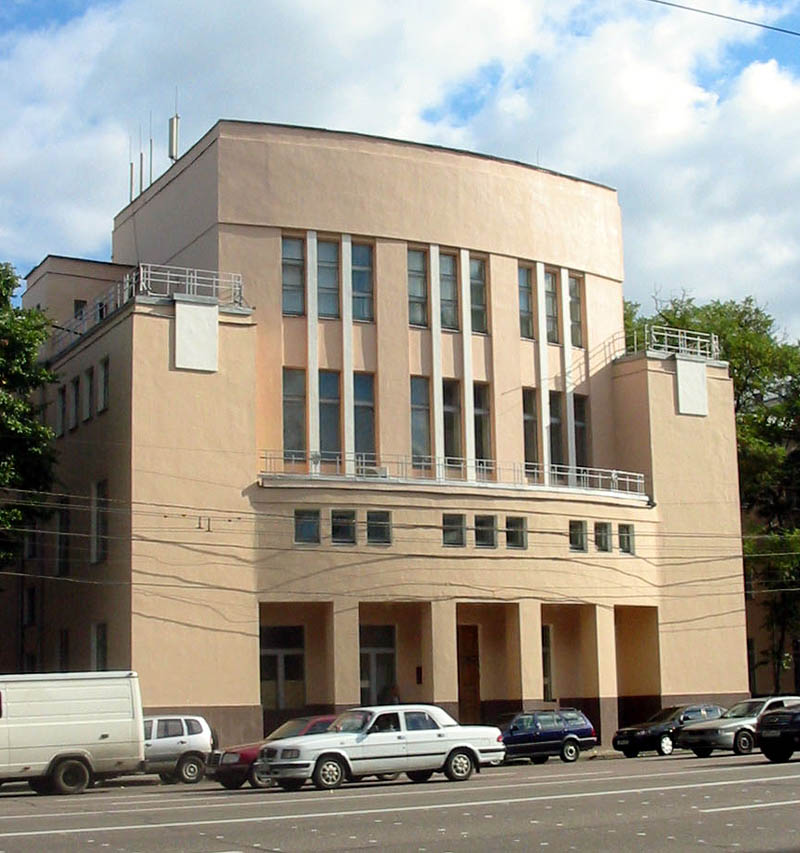
Последняя работа Мейснера — Медико-биологический институт (сейчас — Энергетический институт им. Г. М. Кржижановского) на Большой Калужской, 1928—1934

Алекса́ндр Фелициа́нович Ме́йснер (1859, Новгород — 1935, Москва) — московский архитектор. Герой Труда (1934).
Начав работать в конце периода эклектики, после успешной практики в 1890-х и 1900-х годах, Мейснер пережил эпоху конструктивизма и активно работал до конца 1920-х годов.

## Биография
Родился 6 ноября 1859 года в семье Фелициана Ивановича Мейснера (1818—1884).
В 1883 году окончил Московское училище живописи, ваяния и зодчества. Работал помощником А. П. Попова на постройке Исторического музея, К. М. Быковского на постройке клинического городка на Девичьем Поле, архитектором Лазаревского института и Коронационного убежища в Сокольниках (современная больница № 14), участковым архитектором. Составлял инженерные расчёты конструкций для других архитекторов (например, расчёт церкви Михаила Архангела на Девичьем Поле, Государственного банка на Неглинной). С 1894 года преподавал в МУЖВЗ, Строгановском училище, Земледельческой школе. С 1903 года — член Московского археологического общества.
С середины 1890-х годов — домашний архитектор Шереметевых. Проектировал доходные дома Шереметевых (Романов переулок, 3 и Никитский бульвар, 9), Шереметевское подворье (Большой Черкасский переулок, 2/10), реставрировал и перестраивал церковь Знамения на Шереметевом дворе, загородные усадьбы и храмы, состоял архитектором Странноприимного дома графа А. Д. Шереметева.
С 1900 года строил в стиле модерн в его первоначальном, франко-бельгийском варианте (Первый Тверской-Ямской переулок, 13). Декорировал дома растительными орнаментами, абрамцевской керамикой. Особенность почерка Мейснера — проработка горизонтальных членений между этажами, причём в наиболее богато украшенных постройках каждый этаж, включая отводимый под магазины первый, имел особое художественное оформление. «Он тщательнейшим образом прорисовывал рамы витрин, места для вывесок, полотнища дверей, решётки ворот, то есть творил тот предметный мир, который прежде всего воспринимается городским пешеходом. В этом смысле, его сооружения немало способствовали внедрению модерна в среду Москвы.»
После 1917 года Мейснер продолжал работать в Москве, преподавал, имел ограниченную строительную практику, строил для различных медицинских учреждений. В 1919—1921 годах совместно с Н. В. Марковниковым, И. П. Машковым, И. Е. Бондаренко, С. К. Родионовым и И. В. Рыльским занимался реставрацией Китайгородской стены. Публикации Мейснера советского периода посвящены в основном дешёвым технологиям массового строительства (глинобитные, саманные постройки) и сохранения зданий от естественных разрушений.
До революции жил в Москве в доходном доме Н. Г. Фалеева (Милютинский переулок, 3). В 1920-х годах жил в построенном им самим доме (1-й Неопалимовский переулок, 6). Младший брат архитектора И. Ф. Мейснера.
Умер в Москве 19 января 1935 года.

## Постройки и проекты

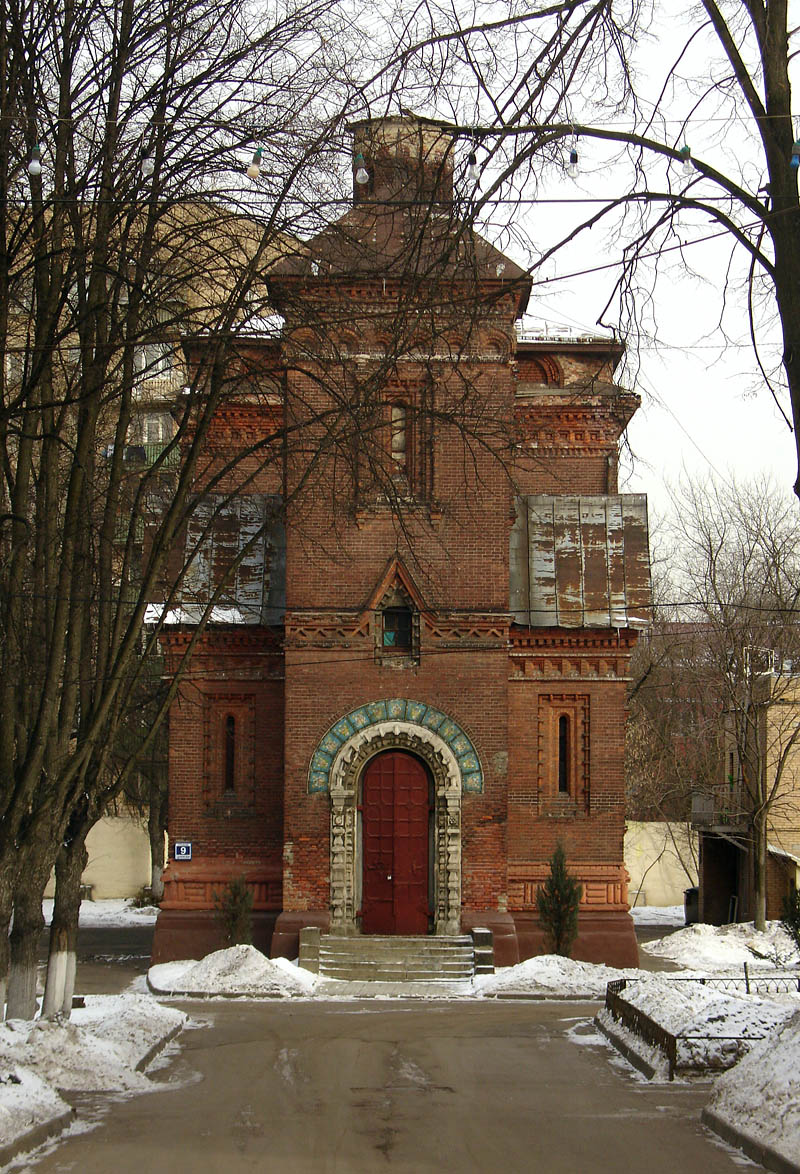
Церковь Смоленской Богоматери при Коронационном убежище, фото 2008 года. В отличие от большинства построек архитектора, в той или иной степени «реконструированных» или вовсе снесённых — церковь, утратив высокую колокольню, сохранила основу мейснеровской конструкции

### Собственные проекты (сохранившиеся постройки в Москве)
- 1894 — доходный дом В. И. Канановой, Большая Сухаревская площадь, 16-18
- 1895—1898 — доходный дом А. Д. Шереметева, Романов переулок, 3
- 1896—1899 — Шереметевское подворье, Большой Черкасский переулок, 2/10
- 1900 — доходный дом, Брюсов переулок, 6
- 1900 — Петровско-Александровский приют, Первый Тверской-Ямской переулок, 13
- 1900 — строения на фабрике Липгарта, Мясницкая улица, 43
- 1901 — торговый дом кн. А. Н. Голицына, Большой Черкасский переулок, 9
- 1901 — Дом Коробковой, Тверской бульвар, д. 6.
- 1901 — Доходный дом графини Н. А. Шереметевой, Никитский бульвар, 7Б-9/10 (перестроен, сохранился вход в дом)[8]
- 1905 — Доходный дом, совместно с Б. М. Нилусом, Большая Никитская улица, 24
- 1907 —  [церковь Смоленской Богоматери при Коронационном убежище (улица Короленко, 3)
- 1908 — доходный дом, Садовническая улица, 4
- 1909 — собственный дом, Первый Неопалимовский переулок, 6 (перестроен)
- 1910 — богадельня памяти Ю. Р. Трофимовича, Сивцев Вражек, 14
- 1912 — городская больница имени М. И. Любимова, Ленинский проспект, 17
- 1913 — доходный дом В. В. Киселёва, Плющиха, 26
- 1914 — клиника Высших женских курсов, Ленинский проспект, 8 корп. 2
- 1928 — поликлиника, Гагаринский переулок, 37
- 1928—1934 — Медико-биологический институт, Ленинский проспект, 19

### Перестройки и реставрации
- 1890 — расширение Лазаревского института, Армянский переулок, 2.
- 1892 — перестройка доходного дома, Тверской бульвар, 27.
- 1897 — перестройка доходного дома Ностица, Копьевский переулок, 2/4.
- 1897 — перестройка храма Воскресения Словущего, Брюсов переулок, 15.
- 1898 — перестройка доходного дома, Старопанский переулок, 6.
- 1901—1906 — перестройка Запасного дворца у Красных Ворот, при участии арх. Н. Н. Чернецова (перестроен под здание МПС).
- 1903—1908 — перестройка здания Благородного собрания: архитектор надстроил третий этаж, изменил фасады и планировку помещений, сохранив оформление Колонного зала, интерьеры примыкающих к нему гостиных и колоннаду угловой ротонды. Первый этаж был оформлен как цокольный, над ним был поставлен колонный портик — в связи с чем кардинально изменились пропорциональные соотношения фасадов здания. В оформлении Мейснер использовал приёмы классицизма XVIII века[9].
- 1905 — расширение Алексеевской психиатрической больницы.
- 1913 — перестройка доходного дома, Малая Молчановка, 6.

### Постройки по проектам других архитекторов и совместные проекты
- 1899—1901 — руководитель строительства Коронационного убежища про проекту А. Л. Обера (младшего)
- 1894—1897 — руководитель строительства храма Михаила Архангела на Девичьем Поле, улица Еланского, 2 по проекту М. И. Никифорова
- 1910 — Сокольническая электрическая подстанция городских железных дорог, Вторая Боевская улица, совместно с М. К. Геппенером